# Wanda Rutkiewicz

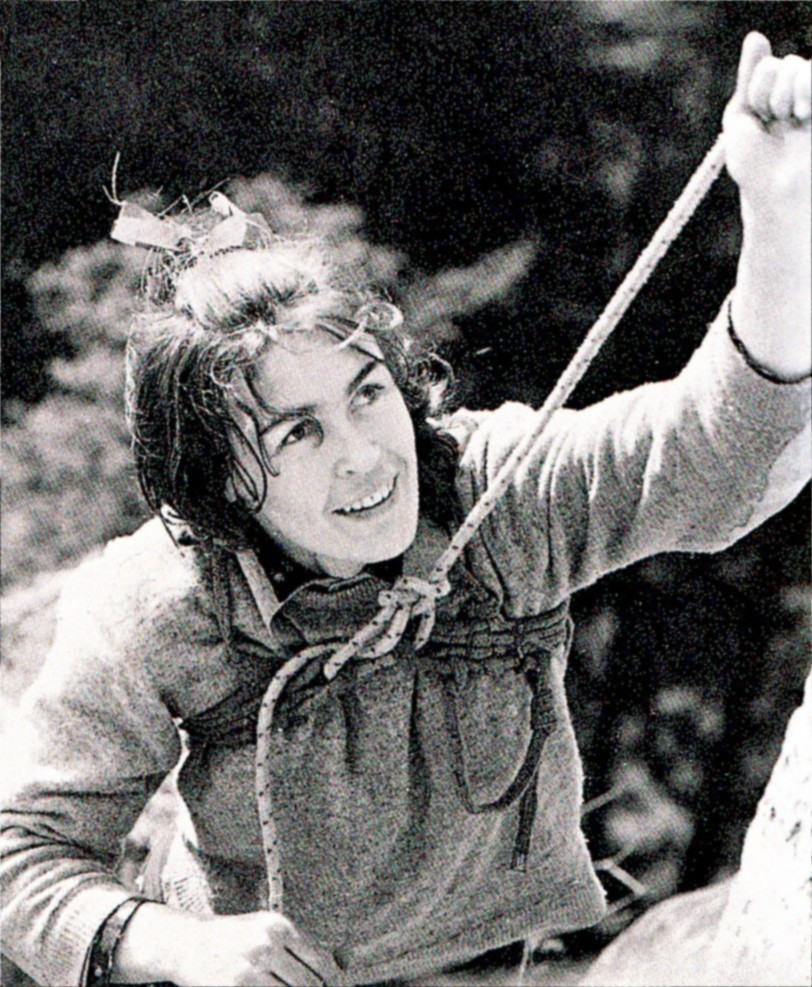
Wanda Rutkiewicz

Wanda Rutkiewicz (Plungiany, Polen (tegenwoordig Litouwen), 4 februari 1943 – 12 mei 1992) was een Pools bergbeklimster. Ze stierf tijdens een poging de Kangchenjunga te beklimmen.   
In 1995 werd door Fausto de Stefani, Marco Galezzi en Silvio Mondinelli een lichaam gevonden op de zuidwestelijke kant van de berg, waarvan werd gedacht dat het Rutkiewicz was. De kleur van de kleding en de aanwezigheid van voorwerpen bij het lichaam, gaven echter aan dat het waarschijnlijk het lichaam was van de Bulgaarse klimmer Yordanka Dimitrova, die in oktober 1994 omkwam door een lawine op de zuidwestelijke kant van Kangchenjunga.  
Het is onbekend of Rutkiewicz de top heeft gehaald. Haar lichaam is nooit gevonden.  
Wanda Rutkiewicz wordt beschouwd als een van de eerste vrouwen die K2 beklom. In dat jaar maakte ze samen met Maurice en Lilliane Barrard, die beiden tijdens de beklimming omkwamen, deel uit van een expeditie. In totaal stond ze op de top van acht van de veertien achtduizenders, en niet zelden was zij de eerste vrouw die de top van een achtduizender bereikte. 
Rutkiewicz stond bij bergbeklimmers bekend als extreem sterk in mentaal en fysiek opzicht. Ze was in haar twintiger jaren in Polen van een rots gevallen en had een val op haar rug overleefd enkel vanwege de sterke rugspieren die zij toen reeds had ontwikkeld. Rutkiewicz heeft de K2 eerder proberen te klimmen terwijl zij op krukken liep. 
Rutkiewicz is getrouwd geweest en kende een gelukkig huwelijk, maar is uiteindelijk gescheiden omdat het leven in de bergen haar liever was dan haar huwelijk. Ze kon koppig zijn en werd door sommigen tijdens het klimmen zelfs als egoïstisch beschouwd, al is het de vraag of dit voortkwam uit overlevingsdrang tijdens haar toppogingen of uit onaangepast gedrag.
Van Rutkiewicz wordt gezegd dat ze werkelijk gelukkig was als ze in de bergen was. Thuis kon ze haar draai nooit goed vinden. Ze had ook weinig vaardigheid om goede contracten met sponsoren op te bouwen en toch was dit naast het geven van presentaties haar bron van inkomsten als ze niet in de bergen was.

## Beklimmingen
- 1978 - Mount Everest
- 1985 - Nanga Parbat
- 1986 - K2
- 1987 - Shisha Pangma
- 1989 - Gasherbrum II
- 1990 - Gasherbrum I
- 1991 - Cho Oyu
- 1991   - Annapurna I
- 1992 - Kanchenjunga